# Estrella Palacios Domínguez
Estrella Palacios Domínguez (Culiacán, Sinaloa, 4 de marzo de 1983) es una licenciada en turismo y política  mexicana. Fue Secretaria de Turismo del Estado de Sinaloa en el gabinete del gobernador Rubén Rocha Moya. Es la Presidenta municipal de Mazatlán, tras haber ganado las elecciones del 2 de junio de 2024 y tomó posesión de su cargo el 1 de noviembre de 2024, siendo la primera mujer en ser elegida para ocuparlo.

## Biografía
Nació en Culiacán, Sinaloa, el 4 de marzo de 1983. Es hija de Renato Palacios Velarde, académico y activista de izquierda que es el director fundador de la Escuela de Turismo de la Universidad Autónoma de Sinaloa, y de Rosalva Domínguez Félix, abogada y académica. Desde muy temprana edad, vive en la ciudad de Mazatlán.
Fue reina del Carnaval de Mazatlán en el año 2001. Egresó como licenciada en turismo de la Universidad Autónoma de Sinaloa en el año 2006 y se dedicó durante más de 20 años a labores dentro de la industria turística del puerto de Mazatlán.
Incursionó en la política en el año 2021 como servidora pública, al ser designada por el gobernador Rubén Rocha Moya como subsecretaria de Promoción y Operación Turística. Posteriormente, fue designada como Secretaria de Turismo del Estado de Sinaloa el 7 de febrero de 2023, donde su labor destacó al aumentar la conectividad aérea de los destinos turísticos de Sinaloa, y favorecer la llegada de cruceros al puerto de Mazatlán.
Se separó de su cargo el 28 de febrero de 2024 para contender por la nominación de Morena a la alcaldía de Mazatlán, y se registró como candidata de este partido el 4 de abril de 2024, en candidatura común con el Partido Verde Ecologista de México.
Resultó ganadora en los comicios del 2 de junio de 2024 y ocupa la alcaldía de Mazatlán a partir del 1 de noviembre del 2024. En su discurso de toma de protesta, mencionó que su gobierno estará centrado en la seguridad, la sustentabilidad, el orden y la eficiencia de los servicios públicos, y la cultura y el humanismo. 